# Condado de Jefferson (Alabama)
El condado de Jefferson es un condado de Alabama, Estados Unidos. Llamado así en honor de Thomas Jefferson. Tiene una superficie de 2911 km² y una población de 662 047 habitantes (según el censo de 2000). La sede de condado es Birmingham.

## Historia
El condado de Jefferson se fundó el 13 de diciembre de 1819.

## Geografía
Según la Oficina del Censo de los Estados Unidos el condado tiene un área total de 2911 km², de los cuales 2882 km² son de tierra y 29 km² de agua (1,00%).

### Principales autopistas
- Interstate 20
- Interstate 59
- Interstate 65
- Interstate 459
- U.S. Highway 11
- U.S. Highway 31
- U.S. Highway 78
- U.S. Highway 280
- U.S. Highway 411
- State Route 5
- State Route 75
- State Route 79
- State Route 149
- State Route 150
- State Route 269

### Condados adyacentes
- Condado de Blount (norte)
- Condado de St. Clair (noreste)
- Condado de Shelby (sureste)
- Condado de Bibb (sur)
- Condado de Tuscaloosa (suroeste)
- Condado de Walker (noroeste)

### Ciudades y pueblos
- Adger
- Adamsville
- Argo (parcialmente - Parte de Argo se encuentra en el Condado de St. Clair)
- Bessemer
- Birmingham (parcialmente - Parte de Birmingham se encuentra en el Condado de Shelby)
- Brighton
- Brookside
- Cahaba Heights
- Cardiff
- Center Point
- Chalkville
- Clay
- Concord
- County Line (parcialmente - Una parte se encuentra en el Condado de Blount)
- Edgewater
- Fairfield
- Forestdale
- Fultondale
- Gardendale
- Grayson Valley
- Graysville
- Helena (parcialmente - Parte de Helena se encuentra en el Condado de Shelby)
- Homewood
- Hoover (parcialmente - Parte de Hoover se encuentra en el Condado de Shelby)
- Hueytown
- Irondale
- Kimberly
- Leeds (parcialmente - Parte de Leeds se encuentra en el Condado de Shelby y otra parte en el condado de St. Clair)
- Lipscomb
- Maytown
- McDonald Chapel
- Midfield
- Minor
- Morris
- Mount Olive
- Mountain Brook
- Mulga
- North Johns
- Oak Grove
- Pinson
- Pleasant Grove
- Rock Creek
- Sumiton (parcialmente - Parte de Sumiton se encuentra en el Condado de Walker)
- Sylvan Springs
- Tarrant
- Trafford
- Trussville (parcialmente - Parte de Trussville se encuentra en el Condado de St. Clair)
- Vestavia Hills (parcialmente - Parte de Vestavia Hills se encuentra en el Condado de Shelby)
- Warrior (parcialmente - Parte de Warrior se encuentra en el Condado de Blount)
- West Jefferson

## Educación
En las áreas en el Condado de Jefferson fuera de Birmingham y Homewood, el Sistema Escolar del Condado de Jefferson gestiona escuelas públicas. En Birmingham, Escuelas de la Ciudad de Birmingham gestiona escuelas públicas

## Demografía
| Población histórica Año Población ±% 1900 140 420 — 1910 226 476 +61.3 % 1920 310 054 +36.9 % 1930 431 493 +39.2 % 1940 459 930 +6.6 % 1950 558 928 +21.5 % 1960 634 864 +13.6 % 1970 644 991 +1.6 % 1980 671 324 +4.1 % 1990 651 525 −2.9 % 2000 662 047 +1.6 % |           |         |
| Población histórica |           |         |
| Año | Población | ±%      |
| 1900 | 140 420   | —       |
| 1910 | 226 476   | +61.3 % |
| 1920 | 310 054   | +36.9 % |
| 1930 | 431 493   | +39.2 % |
| 1940 | 459 930   | +6.6 %  |
| 1950 | 558 928   | +21.5 % |
| 1960 | 634 864   | +13.6 % |
| 1970 | 644 991   | +1.6 %  |
| 1980 | 671 324   | +4.1 %  |
| 1990 | 651 525   | −2.9 %  |
| 2000 | 662 047   | +1.6 %  |